# Metabriggsia
Metabriggsia é um género botânico pertencente à família Gesneriaceae.

## Espécies
- Metabriggsia ovalifolia
- Metabriggsia purpureotincta

## Nome e referências
Metabriggsia W.T.Wang